# نورثروپ گرومن ایکس-۴۷بی
ایکس ۴۷-ب (به انگلیسی: X-47B) نام یک پهپاد ساخت شرکت نورثروپ گرومن آمریکا است. این هواپیما برای نیروی دریایی آمریکا سفارش داده شده‌است، و جایگزین ایکس ۴۷-آ پگاسوس خواهد شد. از جمله ویژگی های منحصر به فرد آن بال های تاشونده و آیرودینامیک آن می‌باشد و می‌توان گفت که کپی کوچکی از بمب افکن B-2 است. 
با توجه به ویژگی‌های منحصر به فرد ایکس ۴۷-ب، می‌توان آن را یکی از پیشرفته‌ترین پهپادهای نظامی در جهان دانست. این پهپاد دارای بال‌های تاشونده است که به آن امکان برخاستن و فرود آسان در فضاهای محدود را می‌دهد. همچنین، آیرودینامیکی که دارد، آن را برای پرواز در ارتفاعات بالا و با سرعت بالا مناسب می‌کند. از دیگر ویژگی‌های ایکس ۴۷-ب می‌توان به قابلیت اتوماتیک بودن برخی از عملیات آن، مانورپذیری بالا و دقت بالای آن در انجام مأموریت‌های نظامی اشاره کرد.  
تست پرتاب این هواپیمای بدون سرنشین در ایستگاه هوایی نیروی دریایی مریلند انجام و در طول پرواز آزمایشی ۳۰ دقیقه ای خود، تا ارتفاع ۱۵۲۴ متری اوج گرفت. هواپیمای ایکس ۴۷-ب در مدل هایی با طول بال ۱۹ متر و ۱۱ متر تولید شده و قابلیت حمل تا ۲ تن سلاح در محفظه داخلی بدنه خود را دارد.